# Vila Olímpica José Queiroz da Costa

## A Vila
A Vila Olímpica José Queiroz da Costa é a sede social da Associação Olímpica de Itabaiana, o principal time de futebol da cidade de Itabaiana, e do interior do estado de Sergipe. Foi fundada na década de 80 por aficcionados pelo Itabaiana: José Queiroz da Costa (Zé Queiroz), Antônio Oliveira (Tonho de Dossi) e Mozart Fonseca de Oliveira, com o apoio dos mais de 5.000 sócios do clube na época.

## Localização
Localizada na Avenida Pedro Teles Barbosa, nº 5255 na BR-235, no trevo de acesso a cidade de Itabaiana.

## A Vila
Tem aproximadamente 60.000m², funciona como Clube Social utilizado pelos sócios, além de centro de treinamento e concentração do Time Tricolor. Essa estrutura está composta de:
- Ginásio coberto (com piso douberton) e quadra poliesportiva;
- Parque aquático com duas piscinas, sendo uma olímpica (50x25) e dois toboáguas;
- Campo de futebol;
- Salão de festas;
- Alojamento com doze apartamentos;
- Churrascaria Tricolor aberta ao público;
- Cozinha, rouparia, enfermaria, refeitório, depósito, salas, quarto/escritório e poço artesiano;
- Área: 60 mil m², com apenas 35% construída, com enorme possibilidade de ampliação

Imóvel registrado no Cartório de Registro Imobiliário de Itabaiana/SE, sob o n017. 407, livro 02-F, fls. 5.530.

De propriedade da Associação Olímpica de Itabaiana.
Atualmente a Vila Olímpica encontra-se em estado de abandono, mas já há um projeto para reativá-la e, com isso, conseguir mais sócios para a Associação Olímpica de Itabaiana.

## Ligações Externas
- Vila Olímpica